# Список экорегионов Кении
Экорегионы Кении — список экорегионов Кении, по данным Всемирного фонда природы (ВФП).

## Наземные экорегионы
по совокупности экосистем

### Тропические и субтропические влажные широколиственные леса
- Восточно-африканские горные леса
- Леса Восточного рифта
- Прибрежные леса Северного Занзибара-Иньямбане

### Тропические и субтропические луга, саванны и кустарники
- Восточные Суданские саванны
- Лесная саванна бассейна Виктории
- Северные чащи и кустарниковые заросли акации и коммифоры
- Сомалийские чащи и кустарниковые заросли акации и коммифоры
- Южные чащи и кустарниковые заросли акации и коммифоры

### Затопленные луга и саванны
- Восточно-африканские галофиты

### Альпийские луга
- Горные вересковые пустоши Восточной Африки

### Пустыни и засухоустойчивые кустарники
- Масайские ксерические кустарники и луга

### Мангры
- Мангры Восточной Африки

## Пресноводные экорегионы
по биорегиону

### Нило-Судан
- Шебеле-Джубайские водосборы
- Туркана

### Великие озёра
- Озёра Киву, Эдуард, Джордж и Виктория

### Восток и прибрежье
- Кенийские прибрежные реки
- Пангани
- Южно-восточной рифт

## Морские экорегионы
- Восточноафриканское коралловое побережье
- Burgess, Neil, Jennifer D’Amico Hales, Emma Underwood (2004). Terrestrial Ecoregions of Africa and Madagascar: A Conservation Assessment. Island Press, Washington DC.
- Spalding, Mark D., Helen E. Fox, Gerald R. Allen, Nick Davidson et al. "Marine Ecoregions of the World: A Bioregionalization of Coastal and Shelf Areas". Bioscience Vol. 57 No. 7, July/August 2007, pp. 573–583.
- Thieme, Michelle L. (2005). Freshwater Ecoregions of Africa and Madagascar: A Conservation Assessment. Island Press, Washington DC.